# Il giocatore (Dostoevskij)
Il giocatore (in russo Игрок?, Igrok) è un romanzo di Fëdor Dostoevskij, dettato in poco meno di un mese ad Anna Grigor'evna Snitkina, che diventerà in seguito sua moglie, e pubblicato nel 1866.
Scritto per necessità (lo scrittore doveva pagare dei debiti di gioco d'azzardo, da cui era dipendente), pressato dagli editori ai quali aveva promesso questo romanzo, contemporaneo di Delitto e castigo, Il giocatore è comunque diventato un capolavoro e un punto di riferimento della narrativa russa dell'Ottocento.
Dostoevskij analizza il gioco d'azzardo in tutte le sue forme con i diversi tipi di giocatori, dai ricchi nobili europei, ai poveretti che si giocano tutti i loro averi, non dimenticando i ladri tipici dei casinò. Il racconto è anche uno studio delle diverse peculiarità delle popolazioni europee: l'altezzoso barone tedesco, il ricco gentleman inglese, il francese manipolatore, il polacco politicamente scorretto.

## Stesura
Nel 1865 Dostoevskij deve ripagare dei debiti e si fa prestare una cifra di tremila rubli dall'editore Stellovskij come anticipo di un romanzo da pubblicare. Di lì a poco parte alla volta della Germania e in cinque giorni perde quasi tutto al gioco, nel casinò di Wiesbaden.
Nel giugno 1866 Dostoevskij scrive in una lettera ad Anjuta Kovalevskaja di aver firmato un contratto e che, se entro il primo novembre non gli consegna un romanzo, Stellovskij acquisisce a titolo gratuito i diritti di tutte le opere scritte da Dostoevskij di lì a nove anni.
Il romanzo viene scritto in 27 giorni grazie all'aiuto della stenografa Anna Grigor'evna Snitkina, futura moglie di Dostoevskij e conosciuta proprio in occasione della trascrizione de Il giocatore. Il 31 ottobre 1866, alle dieci di sera, Dostoevskij si reca da un notaio e deposita il romanzo in cambio della ricevuta che attesta che l'autore ha rispettato i termini del contratto.

## Trama
Il romanzo è ambientato in Germania, in una fittizia città termale di nome Roulettenburg il cui casinò attira molti turisti. Aleksej Ivànovic, il narratore, svolge la professione di precettore presso una famiglia stravagante, composta da un vecchio generale perdutamente innamorato di una giovane francese dal passato turbolento, mademoiselle Blanche, da due bambini dei quali Aleksej è il maestro e dalla figliastra del generale, Polina Aleksàndrovna, della quale Aleksej è follemente innamorato senza essere ricambiato. Attorno a questo nucleo gravitano Mr. Astley, un ricco inglese, onesto e timido, anch'egli innamorato di Polina, e il marchese francese des Grieux, amato da Polina. Aleksej, pur di suscitare interesse in Polina, arriva a compromettersi burlando un barone tedesco. Inoltre egli si trova spesso a giocare e vincere soldi per Polina, che necessita di grosse somme di denaro, poiché la famiglia è al limite della rovina a causa delle manipolazioni del marchese des Grieux, il quale ha portato il generale a ipotecare una grossa parte del patrimonio familiare. L'unica via di salvezza consiste nella morte della 'baboulinka' (in russo "nonnina"), Antonida Vasil'evna, l'anziana nonna proprietaria della futura eredità.
Tutti attendono con ansia l'arrivo dalla Russia della notizia del decesso della nonna, in modo tale che il generale possa pagare i debiti al "francesino" des Grieux, cosicché si possa celebrare il  matrimonio tra Polina e lo stesso marchese, e che a sua volta il generale possa sposare mademoiselle Blanche. Tuttavia la baboulinka piomba in Germania, lasciando tutti di stucco, e si dedica con fervore al gioco della roulette insieme ad Aleksej. Inizialmente tutto procede per il meglio, ma in un secondo momento la fortuna gira e la nonna perde la maggior parte dei suoi averi, con grande disperazione dei suoi familiari. A questo punto la catastrofe si abbatte sulla famiglia: venuto meno il patrimonio del generale, la sua promessa sposa francese perde interesse in lui e il marchese des Grieux fugge in Francia, lasciando sola e senza soldi la sfortunata Polina.
Aleksej decide di scommettere per aiutare economicamente Polina, e una sera in particolare comincia a vincere senza sosta; preso dalla foga pensa di scommettere tutti i soldi accumulati, ma all'ultimo secondo fugge via dalla casa da gioco e torna dall'amata. Quando Polina viene a conoscenza delle vincite di Aleksej al casinò lo crede vizioso e, in preda alla follia, fugge da Mr. Astley. Aleksej a questo punto viene convinto da M.lle Blanche a recarsi a Parigi dove, irretendolo con la sua bellezza, comincia a sperperare i suoi soldi. Lì, i due vengono raggiunti dal generale, che finalmente riesce a sposare la sua amata. Aleksej quindi riprende il suo viaggio attraverso i casinò, costretto addirittura a fare il domestico e il lacchè. Un giorno incontra Mr. Astley che gli spiega le ragioni di Polina: egli infatti rivela ad Aleksej che la ragazza in realtà era sempre stata innamorata di lui e, in segno della vecchia amicizia, gli lascia del denaro, lasciando decidere a lui se usarlo per raggiungere Polina in Svizzera o per giocare alla roulette. Aleksej decide di proseguire per la sua strada, rimandando al futuro la sua definitiva redenzione.

## Adattamenti
- Dal libro è stata tratta l'opera lirica dall'omonimo titolo del musicista russo Sergej Sergeevič Prokof'ev, completata nel 1917, anno della Rivoluzione, e perciò rivista nel 1927 e messa in scena nel 1929.
- Trae spunto dalla trama del romanzo il film Il grande peccatore (The Great Sinner) di Robert Siodmak del 1949.
- Lo sceneggiato RAI Il giocatore in due puntate, per la regia di Edmo Fenoglio, e trasmesso nel 1965.
- Mantiene lo stesso titolo Il giocatore (Le joueur) il film del 1958 di Claude Autant-Lara del 1958.
- 40.000 dollari per non morire (The Gambler) è un film del 1974 diretto da Karel Reisz e vagamente ispirato all'opera di Dostoevskij.
- La scrittura del romanzo da parte di Dostoevskij è il tema del film del 1997 The Gambler, diretto dal regista ungherese Károly Makk, e del film del 2007 I demoni di San Pietroburgo diretto da Giuliano Montaldo.

## Traduzioni italiane
- Il giocatore (dalle memorie di un giovanotto), traduzione di Bruno Del Re, Collana Narratori Stranieri Tradotti n.9, Torino, Giulio Einaudi Editore, 1941.
- Il giocatore, traduzione di Alfredo Polledro, Introduzione di Remo Cantoni, Collana Biblioteca Moderna. Nuova serie n.202, Milano, Arnoldo Mondadori Editore, 1951-2021. - Firenze, Sansoni, 1971-1990.
- Il giocatore, traduzione di Giacinta De Dominicis Jorio, BUR, Milano, Rizzoli, 1959. - Prefazione di Ettore Botti, I Grandi Romanzi n.25, Milano, Corriere della Sera, 2002.
- Il giocatore, traduzione di L. D'Agesilao, Milano, Lucchi Editoriale, 1964. - a cura di Francesca Pilato, Firenze, La Nuova Italia, 1990, ISBN 88-221-0806-X.
- Il giocatore, traduzione di Elsa Mastrocicco, Milano, Fabbri Editori, 1968. - Rimini, Gulliver, 1985; Milano, Bompiani, 1987.
- Il giocatore, traduzione di Gianlorenzo Pacini, a cura di Fausto Malcovati, Collana I Grandi Libri n.195, Milano, Garzanti, 1977.
- Il giocatore, traduzione di Silvana Beffa, Sesto San Giovanni (Milano), Alberto Peruzzo Editore, 1986.
- Il giocatore, trad. e presentazione di Anna Maria Capponi Glouchtchenko, Collana Acquarelli n.29, Bussolengo, Demetra, 1993. - Collana Biblioteca ideale, Firenze, Giunti, 2007, ISBN 978-88-090-3403-7.
- Il giocatore, trad. e cura di Valeri Filianov, Collana Ennesima, Rimini, Guaraldi, 1995, ISBN 978-88-804-9006-7.
- Il giocatore, traduzione e cura di Mauro Martini, Roma, Newton Compton, 1995.
- Il giocatore, traduzione e cura di Serena Prina, Collana Universale Economica. I Classici, Milano, Feltrinelli, 2012, ISBN 978-88-07-82247-6.
- Il giocatore, traduzione di C. Kolbe, Collana Highlander, Massa, Edizioni Clandestine, 2013, ISBN 978-88-659-6400-2.
- Il giocatore, traduzione di Afredo Polledro, con uno scritto di Antonio Pennacchi, Milano, Mondadori, 2017.